# Porroglossum nutibara
Porroglossum nutibara är en orkidéart som beskrevs av Carlyle August Luer och Rodrigo Escobar. Porroglossum nutibara ingår i släktet Porroglossum och familjen orkidéer. Inga underarter finns listade i Catalogue of Life.

## Bildgalleri

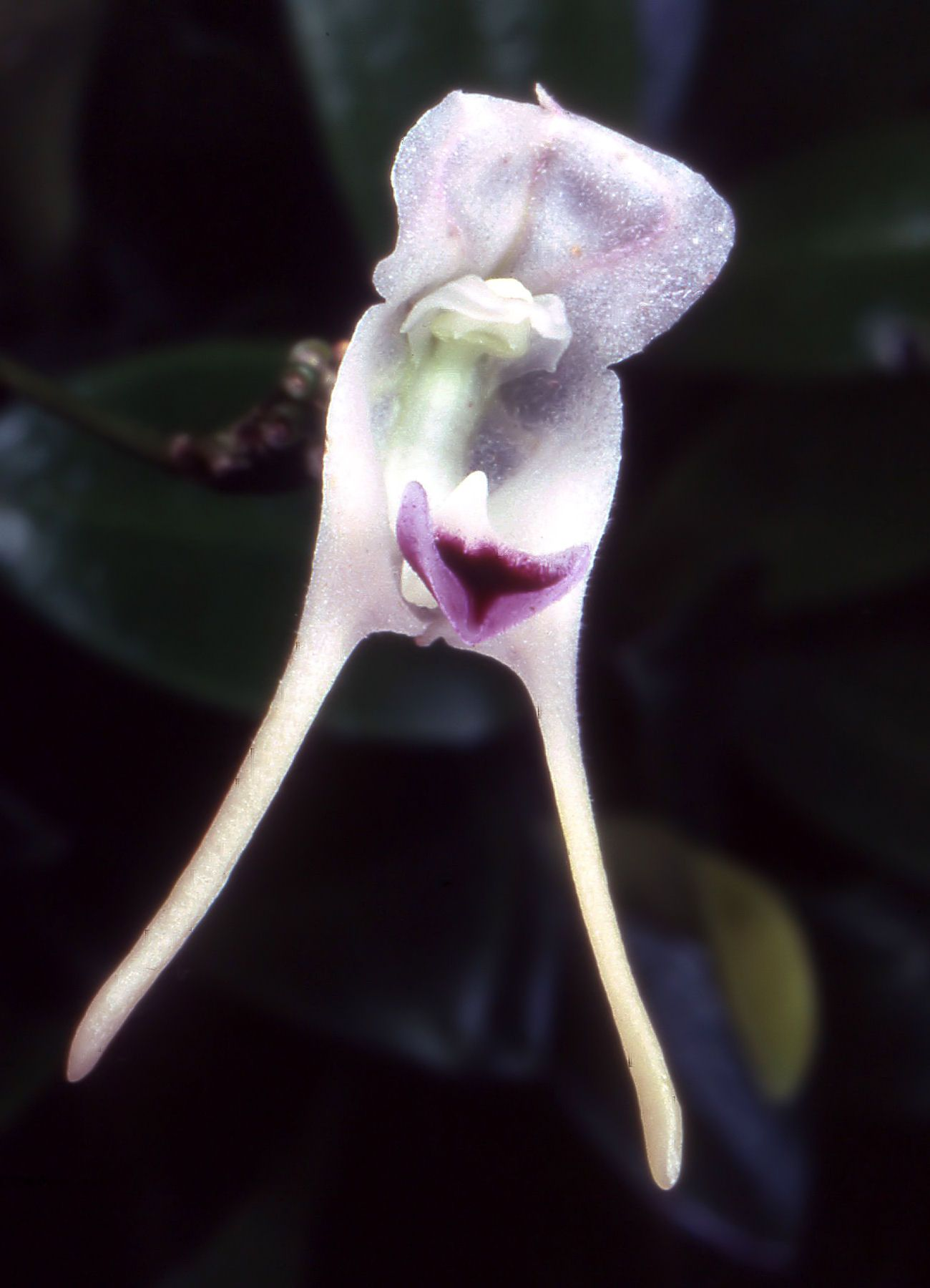